# Cascate del Varone
Le cascate del Varone si trovano nel comune di Tenno, in trentino, a 3 km da Riva del Garda.

## Storia e descrizione
Hanno un'altezza di quasi 100 metri, e sono originate dal torrente Magnone, che scorre sotto la valletta di Ravizze e scende verso il lago di Garda. Le sue acque sono alimentate dalle perdite sotterranee del lago di Tenno che per un breve tratto si addentra nella montagna arrivando poi a formare la cascata. Il nome Varone invece ha origine proprio dalla omonima frazione di Riva del Garda situata a poca distanza.
La passerella che si addentra nella gola sotto la cascata fu inaugurata il 20 giugno 1874; padrini furono il Re di Sassonia, Giovanni, ed il Principe Nicola di Montenegro, che si trovavano nei pressi di Riva del Garda in villeggiatura. Da allora è diventata una visita obbligata per tutti i turisti e viene considerata ancora oggi uno degli orgogli cittadini.
Nomi illustri di letterati e grandi artisti compaiono nel registro delle visite, il Principe Umberto II di Savoia, Gabriele D'Annunzio, l'Imperatore Francesco Giuseppe I d'Asburgo, Franz Kafka, Thomas Mann e tanti altri.
In particolare Thomas Mann fu spesso a Riva del Garda tra il 1901 e il 1904,  e potrebbe aver tratto ispirazione per alcuni tratti del suo romanzo La montagna incantata in particolare per la frase: “Sullo sfondo della stretta, profonda voragine formatasi da massi di roccia panciuta, nuda, scivolosa come ventri enormi di pesci, la massa d'acqua si riversa giù con rumore assordante".